# Ivan Eklind
Ivan Eklind (Stockholm, 1905. október 15. – Stockholm, 1981. július 23.) svéd nemzetközi labdarúgó-játékvezető.

## Pályafutása

### Nemzeti játékvezetés
1928-ban vizsgázott. Játékvezetői mentalitására jellemző, hogy jégkorongban és jéglabdában (bandy) is megszerezte a nemzetközi minősítést. Az I. Liga játékvezetőjeként 1952-ben vonult vissza. Első ligás mérkőzéseinek száma: 147.
Hitvallása: Légy mindig labda közelben, vagyis ahol a labda, ott légy te is.[forrás?]

### Nemzetközi játékvezetés
A Svéd labdarúgó-szövetség Játékvezető Bizottsága (JB) terjesztette fel nemzetközi játékvezetőnek, a Nemzetközi Labdarúgó-szövetség (FIFA) 1931-től tartotta nyilván bírói keretében. Több nemzetek közötti válogatott és klubmérkőzést vezetett vagy működő társának partbíróként segített. A második világháború után bátran levetette a bricsesz nadrágot és a zakót, helyette igazi sportfelszerelésben vezette a mérkőzéseket. A svéd nemzetközi játékvezetők rangsorában, a világbajnokság-Európa-bajnokság sorrendjében többedmagával a 10. helyet foglalja el 7 találkozó szolgálatával. Az aktív nemzetközi játékvezetői pályafutástól 1952-ben vonult vissza. Vezetett válogatott-mérkőzéseinek száma: 31. Kiemelkedő szakmai pályafutásához képest ez a kevés számú mérkőzés, a második világháború rovására írható.

#### Labdarúgó-világbajnokság
Három világbajnoki döntőhöz vezető úton Olaszországba a II., az 1934-es labdarúgó-világbajnokságra, Franciaországba a III., az 1938-as labdarúgó-világbajnokságra valamint Brazíliába a IV., az 1950-es labdarúgó-világbajnokságra a FIFA JB bíróként alkalmazta. A FIFA elvárásainak megfelelően, ha nem vezetett mérkőzést, akkor valamelyik működő társának volt segítő partbírója. 1938-ban az egyik negyeddöntőn, 1950-ben egy csoportmérkőzésen szolgált partbíróként. A második világbajnokság döntőjét 2. európaiként, első svédként vezethette. Világbajnokságon vezetett mérkőzéseinek száma: 6 + 2 (partbíró).

##### 1934-es labdarúgó-világbajnokság
A finálé Benjáminja. Mindössze három nemzetek közötti válogatott mérkőzéssel a háta mögött, 27 évesen vezethette a döntő találkozót, amely a nemzetközi játékvezetők véleménye szerint: "A világbajnoki döntő vezetése felér egy olimpiai győzelemmel." [forrás?]

###### Világbajnoki mérkőzés
| Időpont         | Helyszín                 | Mérkőzés típusa    | Mérkőzés                  | Eredmény | Nézők száma |
| --------------- | ------------------------ | ------------------ | ------------------------- | -------- | ----------- |
| 1934.május 27.  | San Siro Stadion, Milánó | egyik nyolcaddöntő | Svájc–Hollandia           | 3 : 2    | 40 000      |
| 1934. június 3. | San Siro Stadion, Milánó | egyik elődöntő     | Olaszország–Ausztria      | 1 : 0    | 60 000      |
| 1934 június 10. | PNF Stadion, Róma        | döntő              | Olaszország–Csehszlovákia | 2 : 1    | 45 000      |

##### 1938-as labdarúgó-világbajnokság
A korabeli versenykiírás szerint döntetlen esetén a találkozót megismételték.

###### Selejtező mérkőzés
| Időpont             | Helyszín                     | Mérkőzés típusa           | Mérkőzés              | Eredmény | Nézők száma |
| ------------------- | ---------------------------- | ------------------------- | --------------------- | -------- | ----------- |
| 1937. augusztus 19. | Marcel Saupin Stadion, Turku | előselejtező (1. csoport) | Finnország–Észtország | 0 : 1    | 4 797       |

###### Világbajnoki mérkőzés
| Időpont         | Helyszín                     | Mérkőzés típusa          | Mérkőzés               | Eredmény | Nézők száma |
| --------------- | ---------------------------- | ------------------------ | ---------------------- | -------- | ----------- |
| 1938 június 5.  | Meinau Stadion, Strasbourg   | egyik nyolcaddöntő       | Brazília–Lengyelország | 6 : 5    | 16 000      |
| 1938. június 9. | Princes Park Stadion, Párizs | megismételt nyolcaddöntő | Németország–Svájc      | 2 : 4    | 22 000      |

##### 1950-es labdarúgó-világbajnokság

###### Világbajnoki mérkőzés
| Időpont         | Helyszín                         | Mérkőzés típusa              | Mérkőzés     | Eredmény | Nézők száma |
| --------------- | -------------------------------- | ---------------------------- | ------------ | -------- | ----------- |
| 1950. július 2. | Eucaliptos Stadion, Porto Alegre | csoportmérkőzés (A. csoport) | Svájc–Mexikó | 2 : 1    | 3 500       |

A világon, vele együtt 6 világbajnoki mérkőzést még öt játékvezető teljesíthetett: Arturo Brizio Carter (1994,- 1998),- Arthur Ellis (1950,- 1954,- 1958), Dzsamál as-Saríf (1986.- 1990,- 1994), Nyikolaj Gavrilovics Latisev (1958,- 1962) és Gamál al-Gandúr (1998,- 2002).

#### Olimpiai játékok
Az 1948. évi nyári olimpiai játékok labdarúgó tornáját, ahol a FIFA JB partbírói szolgálatra alkalmazta. A kor elvárása szerint az egyes számú partbíró játékvezetői sérülésnél átvette a mérkőzés vezetését. Partbíróként egy mérkőzésre egyes, egy találkozóra 2. pozícióban kapott küldést.
| Időpont             | Helyszín                     | Mérkőzés típusa | Mérkőzés           | Játékvezető        | Eredmény | Nézők száma |
| ------------------- | ---------------------------- | --------------- | ------------------ | ------------------ | -------- | ----------- |
| 1948. június 31.    | Selhurst Park, South Norwood | első forduló    | Dánia–Egyiptom     | Stanley Boardman   | 3 – 1    | 12 000      |
| 1948. augusztus 11. | Wembley Stadion, London      | egyik elődöntő  | Anglia–Jugoszlávia | Karel van der Meer | 1 – 3    | 40 000      |

#### Skandináv Bajnokság
Nordic Championships/Északi Kupa labdarúgó tornát Dánia kezdeményezésére az első világháború után, 1919-től a válogatott rendszeres játékhoz jutásának elősegítésére rendezték a Norvégia, Dánia, Svédország részvételével. 1929-től a Finnország is csatlakozott a résztvevőkhöz. 1983-ban befejeződött a sportverseny.
| Időpont              | Helyszín                         | Mérkőzés típusa | Mérkőzés         | Eredmény | Nézők száma |
| -------------------- | -------------------------------- | --------------- | ---------------- | -------- | ----------- |
| 1933. június 11.     | Idrætsparken Stadion, Koppenhága | csoportmérkőzés | Dánia–Norvégia   | 2 : 2    | 28 000      |
| 1934. szeptember 23. | Ullevaal Stadion, Oslo           | csoportmérkőzés | Norvégia–Dánia   | 3 : 1    | 30 000      |
| 1939. október 22.    | Idrætsparken Stadion, Koppenhága | csoportmérkőzés | Dánia–Finnország | 8 : 1    | 20000       |
| 1948. június 15.     | Olimpiai Stadion, Helsinki       | csoportmérkőzés | Finnország–Dánia | 0 : 3    | 22 000      |

#### A magyar labdarúgó-válogatott mérkőzései (1902–1929)
| Időpont              | Helyszín                   | Mérkőzés típusa          | Mérkőzés                | Eredmény | Nézők száma |
| -------------------- | -------------------------- | ------------------------ | ----------------------- | -------- | ----------- |
| 1943. szeptember 15. | Olimpiai Stadion, Helsinki | 240. válogatott mérkőzés | Finnország–Magyarország | 0 : 3    | 9 662       |

## Sportvezetőként
Az aktív játékvezetést befejezve a svéd labdarúgó sportág utánpótlásának vezetésével foglalkozott